# Ingen returbiljett
Ingen returbiljett är en kriminalroman av Maria Lang (pseudonym för Dagmar Lange), utgiven första gången 1968 på bokförlaget Norstedts. Romanen har översatts till danska, norska, finska, franska och nederländska.

## Handling
När tåget Mälardalen lämnar Stockholm mitt på dagen är allt som vanligt. Men ett par timmar senare upptäcker två av resenärerna i den rymliga förstaklassvagnen att en man, helt utan att någon märkt någonting alls, har mördats. Och när Christer Wijk försöker rekonstruera resan möts han av ett minst sagt svåröverstigligt hinder.

## Karaktärer
Familjemedlemmar
- Martin Olsén
- Borghild Olsén
- Ted Olsén
- Gunnar Ramer
- Jenny Ramer

Tågresenärer
- Almi Graan
- Mikaela Stenberg
- Edit Eriksson
- Dan Linde

Tågpersonal
- Östen Björck
- Harriet Björck

Övriga
- Anders Löving
- Camilla Martin-Wijk

samt
- Christer Wijk